# Chlorogomphus usudai
Chlorogomphus usudai là loài chuồn chuồn trong họ Chlorogomphidae. Loài này được Ishida miêu tả khoa học đầu tiên năm 1996.